# Бучинська Віра
Ві́ра Бучи́нська — (4 квітня 1923, містечко Микулинці, нині смт Теребовлянського району Тернопільської області) — українська громадська діячка, редакторка, публіцистка.

## Життєпис
Навчалася в гімназії товариства «Рідна школа» в Тернополі, педагогічному ліцеї в Бережанах.
Під час німецько-радянської війни вчителювала. Від 1949 — у Вінніпезі (Канада).
Працювала в Об'єднані жінок ЛВУ та Лізі українських католицьких жінок Канади. Займалася організацією допомоги українським дітям у Бразилії.
1977—1980 — голова Крайової управи і заступниця президента, координаторка Централі, генеральна секретарка (від 1983) Комітету українок Канади; заступниця голови Світової федерації українських жіночих організацій. Заступниця голови і секретарка Централі українських кооператорів Манітоби.
Авторка книги «Слідами дияконіс — історія ЛУКЖК Манітоби», численних статей, репортажів. Редакторка журналу «Наша дорога» (від 1974).